# Torrent de na Clot
El torrent de na Clot és un torrent situat al terme municipal de Llucmajor, Mallorca, afluent del torrent de Son Verí, amb una longitud d'uns 6 km. Desemboca ja dins la població de s'Arenal i té un jaciment arqueològic prehistòric constituït per quatre petites coves (Coves de Son Verí de Baix). Sembla que el nom prové del fet que travessa una àrea plena de clots, antigues pedreres de marès.